# Verlegenheitsdiagnose
Unter einer Verlegenheitsdiagnose bezeichnet man im Allgemeinen einen nach Abschluss eingehender ärztlicher Untersuchung nicht vollständig validierten, tendenziell vorschnellen Befund zum Gesundheitszustand eines Patienten, der vorhandene Beschwerden lediglich grob einem Krankheitsbild zuteilt, statt sie zu präzisieren. Hauptursächlich ist eine Verwischung von Symptomen, welche eine genauere Einordnung erschwert.